# Actinernus robustus
Actinernus robustus is een zeeanemonensoort uit de familie Actinernidae.
Actinernus robustus is voor het eerst wetenschappelijk beschreven door Hertwig in 1882.